# Déclaration de foi de l'Église réformée de France
 (janvier 2025).
La mise en forme du texte ne suit pas les recommandations de Wikipédia : il faut le « wikifier ».
Les points d'amélioration suivants sont les cas les plus fréquents. Le détail des points à revoir est peut-être précisé sur la page de discussion.
- Les titres sont pré-formatés par le logiciel. Ils ne sont ni en capitales, ni en gras.
- Le texte ne doit pas être écrit en capitales (les noms de famille non plus), ni en gras, ni en italique, ni en « petit »…
- Le gras n'est utilisé que pour surligner le titre de l'article dans l'introduction, une seule fois.
- L'italique est rarement utilisé : mots en langue étrangère, titres d'œuvres, noms de bateaux, etc.
- Les citations ne sont pas en italique mais en corps de texte normal. Elles sont entourées par des guillemets français : « et ».
- Les listes à puces sont à éviter, des paragraphes rédigés étant largement préférés. Les tableaux sont à réserver à la présentation de données structurées (résultats, etc.).
- Les appels de note de bas de page (petits chiffres en exposant, introduits par l'outil «  Source ») sont à placer entre la fin de phrase et le point final[comme ça].
- Les liens internes (vers d'autres articles de Wikipédia) sont à choisir avec parcimonie. Créez des liens vers des articles approfondissant le sujet. Les termes génériques sans rapport avec le sujet sont à éviter, ainsi que les répétitions de liens vers un même terme.
- Les liens externes sont à placer uniquement dans une section « Liens externes », à la fin de l'article. Ces liens sont à choisir avec parcimonie suivant les règles définies. Si un lien sert de source à l'article, son insertion dans le texte est à faire par les notes de bas de page.
- La présentation des références doit suivre les conventions bibliographiques. Il est recommandé d'utiliser les modèles {{Ouvrage}}, {{Chapitre}}, {{Article}}, {{Lien web}} et/ou {{Bibliographie}}. Le mode d'édition visuel peut mettre en forme automatiquement les références.
- Insérer une infobox (cadre d'informations à droite) n'est pas obligatoire pour parachever la mise en page.

Pour une aide détaillée, merci de consulter Aide:Wikification.
Si vous pensez que ces points ont été résolus, vous pouvez retirer ce bandeau et améliorer la mise en forme d'un autre article.
Les Églises réformées en France, ont adopté à plusieurs reprises une Déclaration de foi.

## La Confession de foi de La Rochelle
La première confession de foi de Église réformée de France est présentée, lors de son premier Synode national, tenu à Paris en 1559. Appelée Confessio gallicana, elle est ratifiée lors du synode de La Rochelle, en 1571, en commun avec les Églises réformées du Béarn et de Genève, d'où son nom de Confession de La Rochelle.

## Le texte de 1872
Les Articles organiques de 1802 ne donnaient pas de confession de foi aux cultes non catholiques qu'ils reconnaissaient. Ce fut le grand sujet de division lors du 20e synode général de 1872, où seule la majorité adopta une Déclaration de foi imposée à ses ministres qui devaient « déclarer qu'il[s] adhère[nt] à la foi de l'Église, telle qu'elle est constatée par le Synode général », alors que les protestants libéraux refusaient le principe même d'une confession de foi et résulta par un schisme au sein de l'Église réformée.
« Au moment où elle reprend la suite de ses Synodes interrompus depuis tant d'années, l'Église réformée de France éprouve, avant toutes choses, le besoin de rendre grâces à Dieu et de témoigner son amour à Jésus-Christ, son divin Chef, qui l'a soutenue et consolée durant le cours de ses épreuves.
Elle déclare, par l'organe de ses représentants, qu'elle reste fidèle aux principes de foi et de liberté sur lesquels elle a été fondée.
Avec ses pères et ses martyrs dans la Confession de la Rochelle, avec toutes les Églises de la Réformation dans leurs divers symboles, elle proclame l'autorité souveraine des Saintes Écritures en matière de foi, et le salut par la foi en Jésus-Christ, fils unique de Dieu, mort pour nos offenses et ressuscité pour notre justification.
Elle conserve donc et elle maintient, à la base de son enseignement, de son culte et de sa discipline, les grands faits chrétiens représentés dans ses sacrements, célébrés dans ses solennités religieuses et exprimés dans ses liturgies, notamment dans la Confession des péchés, dans le Symbole des apôtres et dans la liturgie de la Sainte Cène. »

## Le Préambule liturgique de 1938
« … la Déclaration de Foi. Celle-ci vous rappelle, en même temps que les principes permanents de la Réforme, les faits et les vérités sur lesquels est fondée l’Église de Dieu. Vous lui donnerez votre adhésion joyeusement, comme une libre et personnelle affirmation de votre foi. Sans vous attacher à la lettre de ses formules, vous proclamerez le message de salut qu’elles expriment ; ainsi sera maintenue la prédication fidèle de l'Évangile de Jésus-Christ selon le témoignage apostolique et conformément à la tradition de foi et de vie chrétienne que nous avons reçue de nos pères. »

## Le texte de 1936
Ce sont les pourparlers en vue de la restauration de l'unité réformée, dans les années 1930, qui aboutirent à l'adoption en 1938 de la nouvelle Déclaration de foi élaborée en 1936. Celle-ci permit une réunification de l'Église réformée de France, demeurée inachevée à cause du préambule liturgique. Des opposants fondèrent alors l'Union nationale des Églises protestantes réformées évangéliques de France. Ce préambule s'insère dans les engagements pris par les nouveaux pasteurs.
« Au moment où elle confesse sa foi au Dieu Souverain et au Christ Sauveur,
l'Église réformée de France éprouve avant toutes choses le besoin de faire monter vers le Père des miséricordes le cri de sa reconnaissance et de son adoration.
Fidèle aux principes de foi et de liberté sur lesquels elle est fondée,
Dans la communion de l’Église universelle, elle affirme la perpétuité de la foi chrétienne, à travers ses expressions successives, dans le Symbole des Apôtres, les Symboles œcuméniques et les confessions de foi de la Réforme, notamment la Confession de La Rochelle; elle en trouve la source dans la révélation centrale de l’Évangile : Dieu a tellement aimé le monde qu’il a donné son Fils unique, afin que quiconque croit en Lui ne périsse point, mais qu’il ait la vie éternelle.
Avec ses Pères et ses Martyrs, avec toutes les Églises issues de la Réforme,
Elle affirme l’autorité souveraine des Saintes Écritures, telle que la fonde le témoignage intérieur du Saint-Esprit, et reconnaît en elles la règle de la foi et de la vie ;
Elle proclame, devant la déchéance de l’homme, le salut par grâce, par le moyen de la foi en Jésus-Christ, Fils unique de Dieu, qui a été livré pour nos offenses et qui est ressuscité pour notre justification ;
Elle met à la base de son enseignement et de son culte les grands faits chrétiens affirmés dans l’Évangile, représentés dans ses sacrements, célébrés dans ses solennités religieuses et exprimés dans sa liturgie.
Pour obéir à sa divine vocation, elle annonce au monde pécheur l’Évangile de la repentance et du pardon, de la nouvelle naissance, de la sainteté et de la vie éternelle.
Sous l’action du Saint-Esprit, elle montre sa foi par ses œuvres ; elle travaille dans la prière au réveil des âmes, à la manifestation de l’unité du Corps de Christ et à la paix entre les hommes. Par l’évangélisation, par l’œuvre missionnaire, par la lutte contre les fléaux sociaux, elle prépare les chemins du Seigneur jusqu’à ce que viennent, par le triomphe de son Chef, le Royaume de Dieu et sa justice.
À Celui qui peut, par la puissance qui agit en nous, faire infiniment au-delà de ce que nous demandons et pensons, à Lui soit la gloire, dans l’Église et en Jésus-Christ, de génération en génération, aux siècles des siècles, amen. »